# Alan Beaumont
Alan Lee Beaumont (sinh ngày 24 tháng 12 năm 1934 mất ngày 21 tháng 9 năm 2004) là đô đốc Hải quân Hoàng gia Úc. Về sau là tư lệnh Lực lượng Quốc phòng Úc từ năm 1993 đến năm 1995

## Khen thưởng
‎
‎ 